# Asteroschema inornatum
Asteroschema inornatum is een slangster uit de familie Asteroschematidae.
De wetenschappelijke naam van de soort werd in 1906 gepubliceerd door René Koehler.